# Good Day Sunshine
Good Day Sunshine is een nummer dat in augustus 1966 is uitgebracht op het album Revolver van de Britse popgroep The Beatles. Het nummer staat op naam van het schrijversduo Lennon-McCartney, maar is voornamelijk geschreven door Paul McCartney met hulp van John Lennon. Volgens McCartney is het een poging om een nummer vergelijkbaar met Daydream van The Lovin' Spoonful te schrijven.
Good Day Sunshine werd in twee dagen tijd, op 8 en 9 juni 1966, door The Beatles opgenomen in de Abbey Road Studios in Londen. De werktitel van het nummer was gedurende de opnamen: A Good Day's Sunshine. Op 8 juni namen The Beatles drie takes van de backing track van het nummer op, na het enige tijd geoefend te hebben in de studio. Daaraan werden Paul McCartney's hoofdstem en achtergrondharmonieën door John Lennon en George Harrison toegevoegd. De volgende dag werden enkele overdubs toegevoegd aan het nummer. Ringo Starr voegde drums en bekkens toe, producer George Martin speelde de pianosolo en Lennon, McCartney en Harrison voegden aanvullende achtergrondharmonieën toe, die gebruikt werden aan het einde van het nummer.

## Andere uitvoeringen
- De Schotse zangeres Lulu nam het nummer in 1970 op voor haar album Melody Fair.
- Fozzie Bear zong het in een aflevering van de Muppet Show.
- Zelf nam McCartney een nieuwe versie op voor de soundtrack van zijn speelfilm Give My Regards to Broad Street uit 1984.
- In de late jaren 80 was het refrein te horen in een mueslireclame. Dit werd al snel vervangen door een variant daarop.

## Credits
- Paul McCartney - zang, basgitaar, piano, handgeklap
- John Lennon - gitaar, achtergrondzang, handgeklap
- George Harrison - achtergrondzang, handgeklap
- Ringo Starr - drums, handgeklap
- George Martin - piano